# Elisabeth Max-Theurer

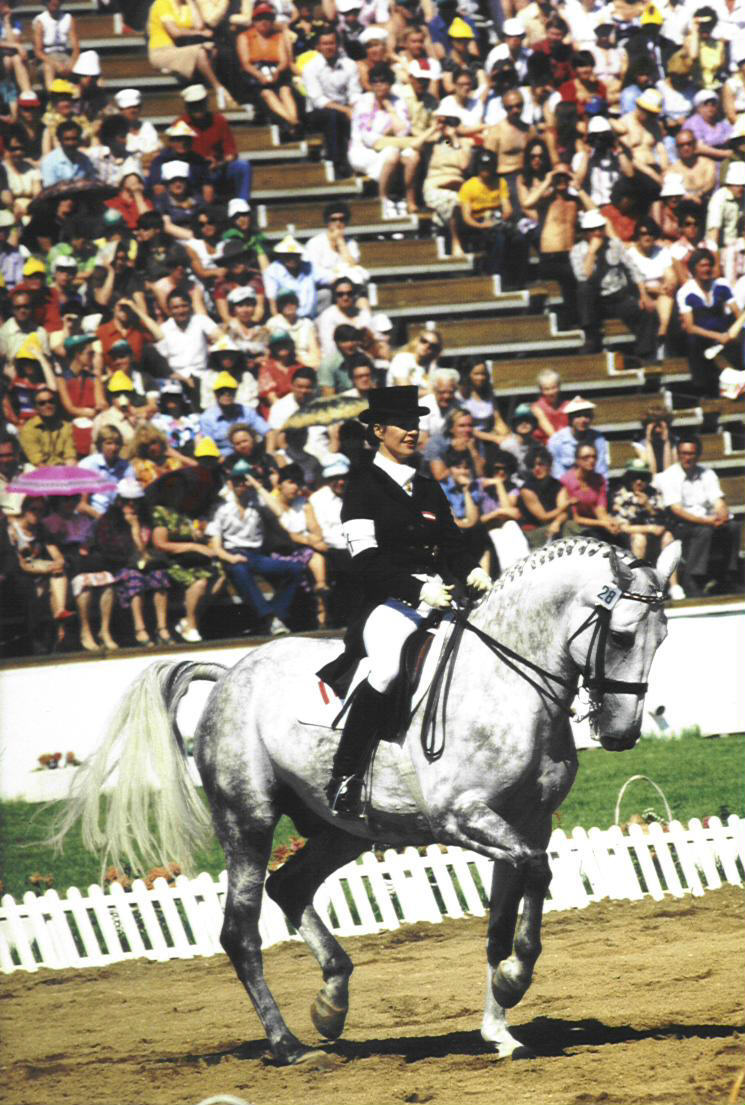
Elisabeth Max-Theurer – Moskau 1980

Elisabeth „Sissy“ Max-Theurer (* 20. September 1956 in Linz als Elisabeth Theurer) ist eine österreichische Sportfunktionärin, Olympiasiegerin und ehemalige Dressurreiterin.

## Leben
Elisabeth Theurer wurde 1956 in Linz geboren. Sie begann im Alter von zehn Jahren zu reiten und spezialisierte sich auf Dressur. Elisabeth Max-Theurer ist die Tochter von Josef Theurer, dem Miteigentümer des Gleisbaumaschinenunternehmens Plasser & Theurer. 1968 begegnete sie erstmals dem Ampflwanger Reitlehrer Hans Max, welcher 1974 ihr Trainer und 1983 ihr Ehemann wurde. Sie haben zwei Kinder, Tochter Victoria Max-Theurer ist ebenfalls Dressurreiterin und mehrmalige Olympiateilnehmerin (2004, 2008, 2012, 2016). Hans Max starb im August 2019 im 77. Lebensjahr.
Elisabeth Max-Theurer lebt mit ihrer Familie auf Schloss Achleiten in Kematen an der Krems, wo sie einen Zucht- und Ausbildungsbetrieb mit zwanzig Pferden führt.

## Sportliche Laufbahn

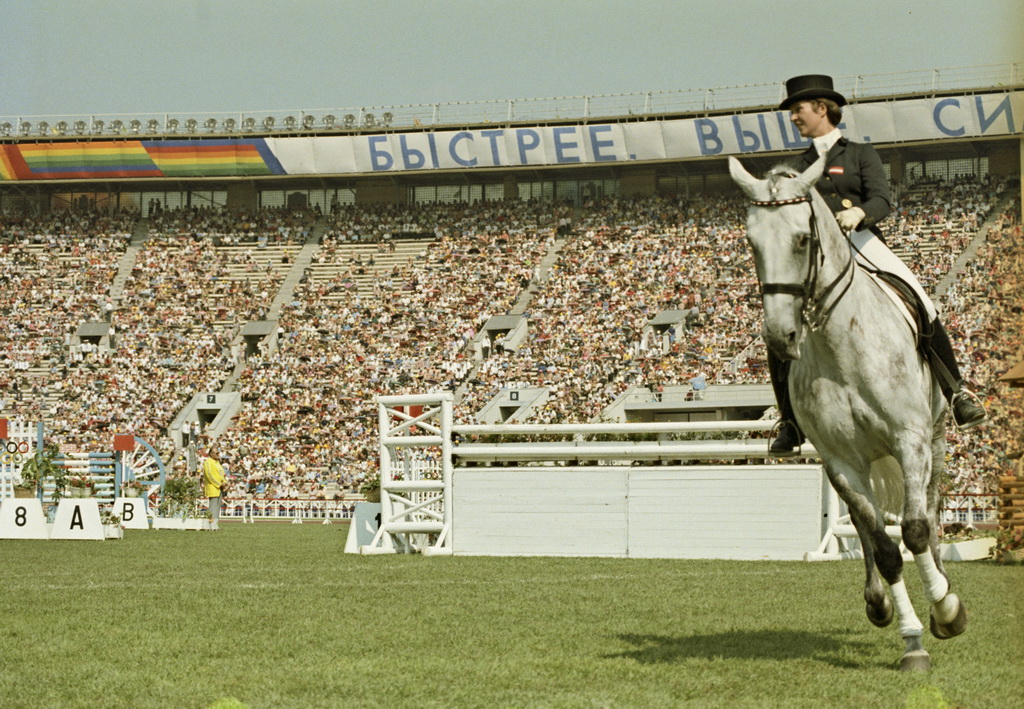
Moskau 1980

Als Dressurreiterin wurde Elisabeth Theurer 1978 österreichische Staatsmeisterin, im Jahr darauf Europameisterin und 1980 Olympiasiegerin. Alle diese Erfolge feierte sie auf dem Schimmelwallach Mon Cherie.
Elisabeth Theurer holte bei den Olympischen Sommerspielen 1980 in Moskau die einzige Goldmedaille für Österreich. Ihr Sieg wurde relativiert. Da die Sommerspiele 1980 von vielen Nationen boykottiert wurden und dadurch viele Medaillenfavoriten nicht teilnehmen konnten, sei Max-Theurer zwar 1980 die beste Teilnehmerin im olympischen Wettbewerb gewesen, doch seien die Wettkämpfe in Moskau eben nicht unter den besten Dressurreitern der Welt ausgetragen worden.
Zwischen 1983 und 1992 wurde sie noch drei weitere Male  österreichische Staatsmeisterin. 1994 trat sie vom aktiven Wettbewerb zurück.

## Wichtigste Erfolge
- 1978: Österreichische Staatsmeisterin im Dressurreiten mit Mon Cherie
- 1979: Europameisterin im Dressurreiten in Aarhus, Dänemark mit Mon Cherie
- 1979: Österreichische Staatsmeisterin im Dressurreiten mit Mon Cherie
- 1980: Olympiasiegerin in Moskau mit Mon Cherie
- 1980: Österreichische Staatsmeisterin im Dressurreiten mit Mon Cherie
- 1983: 10. Platz Europameisterschaften in Aachen mit Acapulco
- 1983: Österreichische Staatsmeisterin im Dressurreiten
- 1984: 11. Platz Olympische Spiele in Los Angeles mit Acapulco[2]
- 1984: Österreichische Staatsmeisterin im Dressurreiten

Wettkampfpause nach der Geburt ihrer Kinder
- 1992: 8. Platz Einzelwertung Olympische Spiele in Barcelona mit Liechtenstein
- 1992: Österreichische Staatsmeisterin im Dressurreiten
- 1994: 12. Platz Weltmeisterschaften in Den Haag mit Liechtenstein

## Sportfunktionärin
- Seit 2002: Präsidentin des Bundesfachverbands für Reiten und Fahren im Österreichischen Pferdesportverband (OEPS)
- 2005: Mitglied des Vorstandes des Österreichischen Olympischen Comités (Beirat für Frauenfragen)
- Seit 2005: Vizepräsidentin und Sprecherin des Aufsichtsrates der Spanischen Hofreitschule Wien
- Seit 6. November 2012: Vizepräsidentin des Österreichischen Olympischen Comités

## Ehrungen
- 1996: Goldenes Ehrenzeichen für Verdienste um die Republik Österreich
- 2010: Konsulentin für Sportwesen, verliehen vom Land Oberösterreich zum 30-jährigen Jubiläum ihres Olympiatitels[4]

## Kritik
Das österreichische Nachrichtenmagazin „News“ berichtete in der Ausgabe vom 26. April 2012 vom Vorwurf, dass „Verbandsgelder vergeudet und die Bilanz 2010 geschönt worden sei.“ Max-Theurer wurde in ihrer Funktion als Präsidentin des Österreichischen Pferdesportverbandes (OEPS) dem Vorwurf der Bilanzschönung und der Geldvergeudung ausgesetzt. Aufgrund dieser Vorwürfe prüfte die Bundessportorganisation die korrekte Verwendung der öffentlichen Gelder. Bei der Prüfung konnte die Bundessportorganisation keine Unregelmäßigkeiten feststellen. Die Bilanzen des OEPS werden weiters von externen, unabhängigen Wirtschaftsprüfern erstellt und geprüft.
Die Anzeige wurde zurückgelegt, da keinerlei Verdachtsmomente vorlagen. Der OEPS ließ daher gegen diese Vorwürfe juristische Schritte einleiten.
Am 21. August 2012 verurteilte das Landesgericht für Strafsachen Wien die AHVV Verlags GmbH (Periodische Druckschrift HEUTE), wegen übler Nachrede (§ 6 MedienG) und Verletzung des Identitätsschutzes (§ 7a MedienG), zur Zahlung einer Entschädigung und zur Urteilsveröffentlichung  (in HEUTE) verurteilt.
Zivilrechtliche Verfahren gegen die AHVV Verlags GmbH und Verlagsgruppe News sowie gegen die vermeintlichen Initiatoren der negativen Medienkampagne endeten im Vergleich.